# Engelske Kanal
Den Engelske Kanal (engelsk: the English Channel eller the Channel, fransk: La Manche, bretonsk: Mor Breizh, kornisk: Mor Bretannek) er farvandet der adskiller Storbritannien fra det nordlige Frankrig, og  forbinder Nordsøen med Atlanterhavet. Kanalen er omkring 563 km lang og er på sit bredeste sted 240 km. Det smalleste sted er Doverstrædet,  med en bredde på kun 34 km. De britiske Kanaløer ligger i den Engelske Kanal nær ved den franske side. Siden 1994 har Frankrig og Storbritannien været forbundet på tværs af Kanalen med Eurotunnelen.

## Dannelse
Den engelske kanal kan for ca. 450.000 år siden være dannet af katastrofale jøkelløb fra en issø i den nuværende sydlige del af Vesterhavet.